# Estádio de Toyota
O Estádio de Toyota (japonês  豊田スタジアム Toyota Sutajiamu) é um estádio construído em 2001 com capacidade para 45 mil espectadores localizado em Toyota, Aichi, Japão. O clube de futebol Nagoya Grampus Eight manda os seus jogos no estádio em confrontos da J. League, a liga de futebol profissional japonesa. Este é a casa da equipe do Toyota Verblitz na Top League, o campeonato japonês de Rugby.
Sua forma arquitetônica é bastante original, lembrando o formato de um acordeão. O estádio leva o nome da gigante montadora de automóveis japonesa Toyota Motor.
O estádio recebeu partidas do Campeonato Mundial de Clubes da FIFA a partir de 2005. Em 2005, em jogo válido pela primeira fase, as equipes do Deportivo Saprissa, da Costa Rica e Sydney FC, da Austrália empataram em 1 a 1. Em 2006 as equipes do Auckland City FC neozelandês e Al-Ahly egípcio enfrentaram-se no local, com vitória do Al-Ahly por 2 a 0. No ano seguinte o confronto foi entre Sepahan F.C., do Irã, e Urawa Red Diamonds, do Japão. A equipe local venceu o confronto por 3 a 1. Em 2008 o Gamba Osaka venceu o Adelaide United por 1 a 0. Abrigou na edição de 2011 cinco jogos, inclusive a semifinal entre Santos x Kashiwa Reysol. Em  2012 hospedou a semifinal entre Corinthians x Al Ahly.
Este estádio é uma das sedes da Copa do Mundo de Rugby de 2019.